# Nermin Abadan-Unat
Nermin Abadan-Unat (geboren als Nermin Suley am 18. September 1921 in Wien) ist eine deutsch-türkische Soziologin und Frauenforscherin. Die international bekannt gewordene Sozialwissenschaftlerin ist eine Pionierin der kritischen Erforschung der Migration nach Deutschland.

## Leben
Nermin Suley ist die Tochter einer Deutschen und eines osmanischen Kaufmanns und wuchs in Wien und Istanbul auf, nach dem Tod ihres Vaters zog ihre Mutter mit ihr nach Budapest, von wo sie mit fünfzehn Jahren allein nach Istanbul ging. Sie lernte die türkische Sprache und studierte Rechtswissenschaften und Politik. Sie war von 1953 bis 1989 an der Fakultät für Politische Wissenschaft der Universität Ankara tätig, wo sie den Lehrstuhl für Politische Soziologie begründete. Als Gastprofessorin lehrte sie an internationalen Universitäten. Von 1978 bis 1980 war sie „Kontingent-Senatorin“ (vom Staatspräsidenten ernanntes Mitglied des Senats) der Türkei.
Im Jahr 1963 erhielt sie von der türkischen Regierung den Auftrag zu einer soziologischen Studie der Arbeitsmigration aus der Türkei nach Deutschland. In den folgenden Jahrzehnten gab sie neben ihrer wissenschaftlichen Arbeit häufig auch kritische Anregungen bezüglich der Einwanderer-Thematik an Politik und Gesellschaft, wofür sie mit dem Großen Bundesverdienstkreuz ausgezeichnet wurde.
Abadan-Unat publiziert in deutscher, englischer, französischer und türkischer Sprache. Sie hat zwei Ehepartner überlebt und hat einen Sohn. 

## Schriften (Auswahl)
- Halk efkârı mefhumu ve tesir sahaları. Ankara, 1956
- Türkische Migration 1960–1984, Frankfurt am Main: Dağyeli, 1992, ISBN 3-924320-39-X
- (Hrsg.): Die Frau in der türkischen Gesellschaft, 2. Auflage, Frankfurt (Main): Dağyeli, 1993, ISBN 3-924320-04-7
- Phönix aus der Asche. Memoiren einer türkischen Akademikerin, Literaturca Verlag, Frankfurt am Main 2004, ISBN 978-3-935535-09-0.
- Migration ohne Ende. Vom Gastarbeiter zum Eurotürken, Berlin: Ed. Parabolis, 2005, ISBN 3-88402-340-3.
- Turks in Europe: From Guest Worker to Transnational Citizen, Berghahn Books 2011, ISBN 978-1845454258, (englisch).